# Дана Интернэшнл
Да́на Интернэ́шнл (ивр. דנה אינטרנשיונל‎, англ. Dana International, имя при рождении Яро́н Ко́эн (ивр. ירון כהן‎), сменено в дальнейшем на Шаро́н Ко́эн (ивр. שרון כהן‎); род. 2 февраля 1969, Тель-Авив, Израиль) — израильская певица, победившая на конкурсе Евровидения 1998 года с песней «Diva». Дана поёт на иврите, английском, арабском, испанском, итальянском, русском, французском языках.

## Биография
Дана Интернешнл родилась с приписанным мужским полом при рождении. Она выросла в небогатой семье выходцев из Йемена, проживающей на окраине Тель-Авива. Она была младшим ребёнком в семье — ее сестра Лимор старше ее на 4 года, а брат Нимрод — на 3 года. Ее отец работал помощником судьи, а мать была домохозяйкой.
Дана начала заниматься музыкой с восьми лет, после того, как влюбилась в Евровидение и сама стала мечтать оказаться на сцене. В десять лет она пела в муниципальном хоре, а в четырнадцать впервые приняла участие в настоящем мюзикле «Иосиф и изумительное живое покрывало грёз» (в других переводах — «Иосиф и его удивительные цветные одежды»). Окончив начальную школу, она продолжила обучение в «Ironi Alef», где познакомилась с двумя братьями (Lior и Schmulick Sa’adia), которые позднее начали работать у нее на подтанцовке. Уже в детстве Даны проявлялись признаки трансгендерности, что, по её собственным словам, предопределило выбор её карьеры: «Я знала, что, будучи трансгендерным человеком, будет намного труднее быть врачом, юристом или архитектором», — говорит она. «В шоу-бизнесе было бы легче быть той, кем я хотела быть». Так, в 16 лет она решила посвятить себя выступлениям в клубах, став известной за свой яркий образ и успешно пародируя популярных певиц. В начале Дана неплохо успевала в школе, однако внутренние противоречия становились для нее невыносимыми. Её оценки начали падать, а популярность в ночных клубах — расти.
В 1988 году во время одного из таких выступлений, Дана встретила Офера Ниссима, который организовывал ревю под названием Li La Lo (Мне, ей, ему) и испытывал трудности с подбором солиста. Так появилось новое имя — Дана и пародия на песню Уитни Хьюстон «My Name Is Not Susan», которая вскоре стала очень популярной. Следующая песня «Dana International» уже смогла пробиться в американские чарты — о ней узнали за пределами Израиля.

### Популярность и гендерные аффирмации
До 2015 года Министерство здравоохранения Израиля не разрешало трансгендерным людям менять паспортное имя и пол, не прибегая к хирургическим операциям по коррекции пола. Поэтому после выхода записи «Dana International», когда у Даны появились не только популярность, но и деньги, в 1993 году она отправилась в Англию на операцию по коррекции пола. Её родители, а также сестра Лимор, с которой они с детства делились секретами, достаточно легко приняли это известие.
Дана сменила паспортное имя на женское — «Шарон», и в мире появилась Шарон Коэн, выступающая под своим сценическим псевдонимом Dana International. После реабилитационного периода вышел первый альбом Dana International, который стал золотым.
По мнению Даны, на её операцию по коррекции пола люди должны реагировать как на незначительную деталь в её биографии, как на изменение цвета волос или пластическую хирургию носа: «Прежде всего я певица, только потом идут другие вещи — характер, красота и прошлое». Дана не раз принимала участие в Прайд-парадах.
Следующий альбом Umpatampa (1994) стал платиновым. В том же 1994 году она стала исполнительницей года в Израиле. Незаконные копии её песен пользовались успехом и за границей, особенно в Египте.
В 1995 году Дана попробовала свои силы, чтобы попасть на конкурс песни Евровидение, однако участие в Kdam-Евровидении (израильский предварительный конкурс) принёс ей только второе место. Далее последовал выпуск нового альбома E.P.Tempa, в котором в диско смешались транс- и хаус музыка.

### Победа на Евровидении
В ноябре 1997 года Дана Интернэшнл была выбрана представлять Израиль на Евровидении-98 со своей песней «Diva», которую написал Цвика Пик. В мае 1998 года она заняла первое место на конкурсе, получив 174 очка. После победы Дана Интернэшнл стала полноценной международной суперзвездой, непрерывно раздающей интервью каналам CNN, BBC, Sky News, MTV и многим другим престижным каналам. Вышедший вскоре сингл «Diva» мгновенно попал на вершины хит-парадов большинства стран Европы, альбом был распродан тиражом более 400 000 копий по всему миру. Однако контракт новой многообещающей звезды с Sony так и не был подписан из-за возникших разногласий.

### После победы на Евровидении
В мае 2000 года в Израиле вышел документальный фильм Lady D, посвящённый Дане Интернэшнл.
Дана Интернэшнл с большими планами на будущее записала кавер-версию песни Woman In Love Барбры Стрейзанд, однако песня не стала таким хитом, каким была Diva. Затем последовал провалившийся в Европе альбом Free, после чего Дана вернулась в Израиль и начала работу над новыми проектами. Вскоре вышла Израильская версия альбома Free, а после посещения Японии — и его японская версия.
В 2005 году в честь пятидесятилетия конкурса песни Евровидение, Diva была выбрана как одна из 14 лучших песен за всё время существования фестиваля.
Летом 2007 года у Даны Интернэшнл вышел альбом под названием Hakol ze Letova («Всё к лучшему»), одну из композиций которого, Seret Hodi («Индийский фильм») она исполнила с известным израильским певцом Иданом Янивом. Новый хит сингл Love Boy стал самым популярным хитом на радио за последние 10 лет.
Период 2006—2007 годов был насыщен турами по США. А к 2008 вновь её взор обратился к Евровидению, и она написала песню для Боаза Мауды, молодого и перспективного исполнителя, для участия в конкурсе. Но успех самой Даны он повторить не смог, заняв девятое место.
Дана Интернешнл была приглашённой гостьей в финале российского национального отбора Евровидения-2009.
Также она представляла Израиль на конкурсе «Евровидение-2011» во втором полуфинале с песней Ding Dong («Дин-Дон»), но в финал конкурса не прошла.
В конце апреля 2013 года Дана Интернешнл выпустила новый сингл Ma La’asot? («Что делать?»), который стал первым синглом с её предстоящего нового альбома. Вторым синглом стал Loca, выпущенный специально к «Параду гордости — 2013», который проходил в начале июня в Тель-Авиве. Позже был выпущен третий сингл Ir Shlema («Весь город»).
В январе 2014 вышел первый выпуск собственного TV-шоу Даны Yeshnan Banot, которое транслировалось на израильском музыкальном канале 24.
Также в 2014 году Дана выпустила четыре сингла: Down On Me, Yeladim Ze Simcha («Дети — это счастье»), Emunot Ktanot и обновленную версию трека Saida Sultana. В 2015 году Дана представила кавер на оригинальный трек Zomba, выпущенного в 1994 году c альбома Umpatampa.
В 2019 году на конкурсе песни Евровидение в Тель-Авиве Дана, как победитель фестиваля в 1998 году и культовая икона для конкурса, выступила в первом полуфинале 14 мая с кавером на песню Бруно Марса «Just The Way You Are» и открыла финал с «Diva» и «Tel Aviv» 18 мая.
В Армии обороны Израиля армейские грузовики марки Navistar International 4700 в шутку называют «Дана».
С 2008 года проводится фестиваль, посвященный Дане — «Dana Fest», дважды в Санкт-Петербурге (Россия), в 2021 году планируется провести третий фестиваль в Таллине (Эстония).

## Дискография
- 1993 Dana International, IMP Dance
- 1994 Umpatampa, IMP Dance
- 1995 E.P.Tempa, IMP Dance
- 1996 Maganuna, Helicon/Big Foot
- 1998 Diva — The Hits, IMP Dance
- 1999 Free, CNR Music
- 2000 Free (Israeli edition), NMC
- 2001 Yoter ve yoter (more and more), NMC
- 2002 Ha’chalom ha’efshari (the possible dream), IMP Dance
- 2003 The CD’s collection, IMP Dance
- 2007 «Hakol ze Letova» , Hed Arzi Ltd.